# Communauté de communes de La Vallière
La communauté de communes de la Vallière est une ancienne communauté de communes située dans l'Ain et regroupant neuf communes. Ces dernières appartiennent depuis le 1er janvier 2017 à la communauté d'agglomération du Bassin de Bourg-en-Bresse.

## Historique
- 20 décembre 1994 : Création
- 2 octobre 1995 : 4 vice-présidents au lieu de 3
- 16 octobre 1996 : Acquisition de logiciels destinés aux communes adhérentes
- 13 mai 1998 : Tri sélectif et installations nécessaires (déchèteries, points de propreté, compostage)
- 24 décembre 1999 : Modification des statuts (représentation)
- 8 novembre 2000 : Chef de poste trésorerie bourg banlieue
- 26 décembre 2000 : Extension des compétences voir statuts
- 30 décembre 2001 : Extension des compétences de la communauté
- 30 décembre 2002 : Voir statuts extension des compétences
- 22 juin 2004 : Modification de la compétence
- 21 septembre 2006 : Modification des compétences et des règles de fonctionnement
- 1er janvier 2017 : Fusion avec la Communauté d'agglomération de Bourg-en-Bresse et cinq autres communautés de communes pour donner naissance à la communauté d'agglomération du Bassin de Bourg-en-Bresse[2]

## Composition
Elle était composée des communes suivantes :
| Nom                  | Code Insee | Gentilé       | Superficie (km2) | Population (dernière pop. légale) | Densité (hab./km2) |
| -------------------- | ---------- | ------------- | ---------------- | --------------------------------- | ------------------ |
| Ceyzériat (siège)    | 01072      | Ceyzériacois  | 9,36             | 3 068 (2014)                      | 328                |
| Cize                 | 01106      | Cerisiers     | 4,52             | 173 (2014)                        | 38                 |
| Hautecourt-Romanèche | 01184      | Altacurciens  | 21,60            | 793 (2014)                        | 37                 |
| Bohas-Meyriat-Rignat | 01245      |               | 23,51            | 884 (2014)                        | 38                 |
| Montagnat            | 01254      |               | 13,75            | 1 893 (2014)                      | 138                |
| Ramasse              | 01317      | Ramassards    | 9,86             | 305 (2014)                        | 31                 |
| Revonnas             | 01321      | Rebenniens    | 7,75             | 920 (2014)                        | 119                |
| Saint-Just           | 01369      | Saint-Justins | 3,38             | 898 (2014)                        | 266                |
| Villereversure       | 01447      | Surannais     | 17,45            | 1 260 (2014)                      | 72                 |

## Compétences
- Assainissement collectif
- Assainissement non collectif
- Collecte des déchets des ménages et déchets assimilés
- Traitement des déchets des ménages et déchets assimilés
- Politique du cadre de vie
- Protection et mise en valeur de l'environnement
- Action sociale
- Création, aménagement, entretien et gestion de zone d'activités industrielle, commerciale, tertiaire, artisanale ou touristique
- Action de développement économique (soutien des activités industrielles, commerciales ou de l'emploi, soutien des activités agricoles et forestières...)
- Tourisme
- Construction ou aménagement, entretien, gestion d'équipements ou d'établissements culturels, socioculturels, socioéducatifs, sportifs
- Établissements scolaires
- Schéma de cohérence territoriale (SCOT)
- Schéma de secteur
- Plans locaux d'urbanisme
- Création et réalisation de zone d'aménagement concerté (ZAC)
- Aménagement rural
- Création, aménagement, entretien de la voirie
- Programme local de l'habitat
- Politique du logement social
- Action en faveur du logement des personnes défavorisées par des opérations d'intérêt communautaire
- Opération programmée d'amélioration de l'habitat (OPAH)
- Gestion de personnel (policiers-municipaux et garde-champêtre...)
- Autres

## Pour approfondir